# فهرست نام فیلسوفان
فهرست فیلسوفان می‌تواند به یکی از موارد زیر اشاره داشته باشد. این فهرست بر اساس منطقه، دوره و رشته سازماندهی شده‌است و ممکن است نام برخی افراد در دو یا چند دسته آمده باشد.

## فیلسوفان باستان
- طالس (624 تا 546 سال قبل از میلاد مسیح)
- آناکسیمندرس (610 تا 546 سال قبل از میلاد مسیح)
- آناکسیمنس (585 تا 528 سال قبل از میلاد مسیح)
- هراکلیتوس (اوایل سده ۵ میلادی)
- فیثاغورس (570 تا 497 سال قبل از میلاد مسیح)
- پارمنیدس (اوایل سده ۵ میلادی)[۱]

- افلاطون (دوره اولیه، حدود ۳۸۷–۳۹۹ پیش از میلاد)[۲]
- ارسطو
- اپیکور، (۳۴۱–۲۷۰ قبل از میلاد)
- لوکرتیوس
- سیسرون، (۱۰۶–۴۳ قبل از میلاد
- لوسیوس آنائوس سنکا (۴ قبل از میلاد - ۶۵ پس از میلاد)
- مارکوس اورلیوس (۱۶۱–۱۸۰ پس از میلاد)
- اپیکتت (۱۰۸ میلادی)
- سکستوس امپریکوس (حدود ۱۶۰–۲۱۰ پس از میلاد)
- فلوطین (۲۷۰ پس از میلاد)
- پورفیری (حدود ۲۳۴–۳۰۵ پس از میلاد)
- هرمس تریسمجیستوس[۳]

## فیلسوفان قرون وسطی
- آگوستین، اوایل قرن پنجم میلادی
- پروکلس لیکایوس

- داماسکیوس
- بوئتیوس (حدود ۵۰۰ میلادی)
- اسکات اریژن
- ابن سینا
- ابن میمون
- یهودا هلوی
- سعادیا گائون
- غزالی
- ابن رشد
- انسلم
- توماس آکویناس
- دانس اسکوتوس[۴]
- ابن تیمیه
- ویلیام اکام

## فیلسوفان مدرن اولیه
- دسیدریوس اراسموس
- نیکولو ماکیاولی

- میشل دو مونتی، ۱۵۷۰–۱۵۹۲
- سر فرانسیس بیکن
- هوگو گروتیوس
- رنه دکارت
- توماس هابز
- بلز پاسکال
- باروخ اسپینوزا
- گوتفرید لایبنیتس
- نیکلاس مالبرانش
- جان لاک
- آن کانوی
- گوتفرید لایبنیتس
- جرج بارکلی
- جامباتیستا ویکو
- فرانسیس هاچسون
- دیوید هیوم
- ژولین اوفره دو لا متری
- مونتسکیو
- ژان-ژاک روسو
- ژان لو رون دالامبر
- آدام اسمیت
- ولتر
- توماس رید
- ایمانوئل کانت
- توماس رید
- جرمی بنتام
- ادموند برک
- مارکی دو کندورسه
- ژوزف دو مستر
- سوفی دو کندورسه
- توماس پین
- مری ولستون‌کرافت
- یوهان گوتلیب فیشته

## فیلسوفان قرن نوزدهم
- گئورگ ویلهلم فریدریش هگل
- آرتور شوپنهاور
- آگوست کنت
- سورن کی‌یرکگور
- ماکس اشتیرنر
- کارل مارکس
- جان استوارت میل
- هربرت اسپنسر، ۱۸۶۲–۱۸۹۲
- هنری سیدجویک
- فریدریش نیچه
- آنری برگسون

## فیلسوفان فلسفه آسیایی

#### فیلسوفان هندی
- ایسوارا کریشنا
- آکساپادا گوتاما
- کانادا
- پاتانجلی
- ویاسا
- جیمینی
- تیروواللووار

#### فیلسوفان چینی

##### سلسله ژو
- کنفوسیوس
- سون تزو
- لائوتسه

##### دوره سنگوکو
- منسیوس
- موزی
- ژوانگزی
- هان فی زی

##### سلسله سونگ
- ژو دونی
- ژو هسی

#### فیلسوفان ژاپنی

##### بودیسمپیش ازمیجی
- کوکای
- هونئن
- شینران
- دوگن زنجی
- هاکوین اکاکو

##### فیلسوفان مدرن اولیه
- زآمی موتوکیو، تقریباً ۱۴۰۰ بعد از میلاد
- میاموتو موساشی، تقریباً. ۱۶۰۰ بعد از میلاد

## فیلسوفان فلسفه منطق
- چارلز سندرز پیرس
- گوتلوب فرگه
- برتراند راسل
- آلفرد نورث وایتهد
- کورت گودل
- فرانک رمزی
- آلفرد تارسکی
- ویلفرید سلارز
- آلفرد تارسکی
- ویلیام نیل
- مارتا نیل
- سول کریپکی
- دونالد دیویدسن
- ویلارد ون اورمن کواین
- دیوید کی لوئیس
- سوزان هاک
- پیتر اسپایرتس
- کلارک گلایمور
- ریچارد شاینز
- رابرت براندوم

## فیلسوفان فلسفه زبان
- گوتلوب فرگه
- برتراند راسل
- لودویگ ویتگنشتاین
- آلفرد جی آیر
- جان لانگشاو آستین
- ویلارد ون اورمن کواین
- پل گرایس
- استنلی کاول
- جان سرل
- سول کریپکی
- دیوید کی لوئیس
- دونالد دیویدسن
- مایکل دامت
- مایکل دویت
- کیم استرنی
- کورا دیاموند
- رابرت براندوم
- جان مکداول

## فیلسوفان معرفت‌شناسی
- برتراند راسل
- جرج ادوارد مور
- ژاک ماریتن
- اولاف هلمر و نیکولاس رشر
- ادموند گتیه
- رودریک چیزم
- ویلارد کواین
- پیتر آنگر
- ریچارد رورتی
- استانلی کاول
- آلوین گولدمن
- ارنست سوسا
- لورنس بونجور
- جان هاردویگ
- استفان استیچ
- سوزان هاک
- جان مکداول
- دیوید کی لوئیس
- یورگن هابرماس
- تیموتی ویلیامسون
- دونالد دیویدسن
- هیلاری کورنبلیت
- جاناتان کوانویگ
- جیسون استنلی
- میراندا فریکر
- کیت دروز

## فیلسوفان متافیزیک
- آنری برگسون
- جی ادوارد مور
- ویلیام جیمز
- جان دیویی
- آلفرد نورث وایتهد
- ر. ج. کالینگوود
- ویلارد کواین
- رودولف کارنپ
- ارول هریس
- سائول کریپکی
- دیوید مالت آرمسترانگ
- سید حسین نصر
- درک پارفیت
- دیوید کی. لوئیس
- پیتر ون اینواگن
- نیکلاس رشر
- ادوارد جاناتان لو
- استیفن مامفورد
- امی توماسون
- تئودور سیدر
- دیوید چالمرز
- تیموتی ویلیامسون

## فیلسوفان فلسفه ذهن
- گیلبرت رایل
- ویلفرد سلارز
- هربرت فیگل
- دیوید کی. لوئیس
- تامس نیگل
- جری فودر
- هیلاری پاتنام
- تایلر برج
- پل چرچلند
- جان سرل
- استفان استیچ
- روث گرت میلیکان
- پاتریشیا چرچلند
- تامس نیگل
- مارک جانسون
- راجر پنروز
- دانیل دنت
- فرانسیسکو جی. وارلا
- ایوان تامپسون
- الئنار راش
- دیوید چالمرز
- اندی کلارک
- شان گالاگر
- کوردلیا فاین

## فیلسوفان دین
- ویلیام جیمز
- آلدوس هاکسلی
- الوین پلانتینگا
- دوی زفانیاه فیلیپس
- ریچارد سوئینبرن
- ویلیام لین کریگ
- ژان-لوک ماریون
- جی. ال. مکی
- جان هیک
- ویلیام آلستون
- جی. ال. شلنبرگ
- ویلیام ال. رو
- الوین پلانتینگا
- جی لازار گارفیلد
- کیت یاندل

## فیلسوفان فلسفه ریاضیات
- گوتلوب فرگه
- آلفرد نورث وایتهد
- برتراند راسل
- یوجین ویگنر
- پل بن الصراف
- هیلاری پاتنم
- ایان هکینگ
- ایمره لاکاتوش
- هارتری فیلد
- پنلوپه مدی
- جرج بولوس
- مارک کالیوان

## فیلسوفان علم
- ویلیام هیول
- جان استوارت میل

- ویلیام استنلی جونز
- چارلز سندرز پیرس
- کارل پیرسون
- آنری پوانکاره
- هرمان ویل
- اتو نویرات
- کارل پوپر
- جان دیویی
- رودلف کارناپ
- هانس رایشنباخ
- استفان تولمین
- نلسن گودمن
- مایکل پولانی
- ارنست نیگل
- توماس کوهن
- کارل گوستاو همپل
- ماریو بونگه
- مایکل فریدمن
- روی باسکار
- پاول فایرابند
- لری لاودان
- دیوید لوئیس
- مارکس وارتوفسکی
- بس سی. ون‌فراسن
- کارولین مرچانت
- وسلی سالمون
- استیون شیپین
- سایمون شفر
- رونالد گیر
- دیوید هال
- پل تاگارد
- هلن لونجیو
- پیتر آچینستاین
- لورین کد
- سندرا هاردینگ
- جان دوپره
- دبورا مایو
- ادوارد ویلسون
- جان زیمن
- پاتریک ساپس
- هاسوک چانگ
- ویلیام ویمست
- نانسی نرسسیان
- هیتر داگلاس
- پیتر گادفری اسمیت
- ویلیام باچتل

### فیلسوفان  فیزیک
- پی‌یر دوهم
- آلبرت اینشتین
- هانس رایشنباخ
- بوریس پودولسکی
- نیتان روزن
- آرتور استنلی ادینگتون
- ورنر هایزنبرگ
- آدولف گرونبام
- جان استوارت بل
- رودلف کارناپ
- لاورنس اسکلار
- نانسی کارترایت
- مایکل فریدمن
- رولاند اومنس
- جفری باب
- روبرتو تورتی
- کریگ کالندر
- نیک هاگت
- هاروی براون
- لورا روچه

### فیلسوفان زیست‌شناسی
- اروین شرودینگر
- دیوید هال
- استفان جی گولد
- ریچارد لوونتین
- ریچارد داوکینز
- ارنست مایر
- الیوت سوبر
- مایکل روس
- کریستین شریدر-فریشت
- دانیل سی. دنت
- مارتین ماهنر
- ماریو بونگه
- کیم استرنلی
- پل گریفیتس
- ساندرا میچل
- دنی نوبل
- سمیر عکاشه

### فیلسوفان شیمی
- اریک اسکری و لی مک‌اینتایر
- دیویس بیرد
- اریک اسکری

### فیلسوفان روان‌شناسی
- ویلیام جیمز
- بی‌اف اسکینر
- آبراهام کاپلان
- پل ای. میل
- روی باسکار
- جان رابرت اندرسون
- ند بلاک
- ماریو بونگه
- روبن آردیلا
- جورج بوتریل
- پیتر کاروترز
- استیون پینکر
- جسی پرینز

### فیلسوفان اقتصاد
- لیونل رابینز
- کنث ارو
- لودویگ فون میزس
- جآن رابینسون
- کنت ای. بولدینگ
- آمارتیا سن
- الیزابت اندرسون
- پل اورمرود
- آمارتیا سن
- استیو کین

## فیلسوفان اخلاق
- جرج ادوارد مور
- جان دیویی
- جیمز هیدن تافتز
- دیوید راس
- الیزابت انسکوم
- کنراد هل ودینگتون
- پیتر سینگر
- جی. ال. مکی
- سیسلا بوک
- فیلیپا فوت
- آلن گویورت
- السدیر مک‌اینتایر
- ساموئل شفلر
- درک پارفیت
- برنارد ویلیامز
- دیوید گوتیه
- پیتر ریلتون
- مارتا نوسبوم
- پل تیلور
- هلمز رولستون سوم
- سوزان هارلی
- شلی کیگن
- آلن گیبارد
- جوان ترونتو
- آنت بایر
- مایکل ای. اسمیت
- کریستین کورسگارد
- پیتر آنگر
- توماس ام. اسکنلن
- روزالیند هرست‌هاوس
- جاناتان دنسی
- مایکل هیمر
- ویرجینیا هلد

### فیلسوفان فرا اخلاق
- پیتر استراوسن
- جان مکداول
- یورگن هابرماس

### فیلسوفان اخلاق زیستی
- پل رمزی
- جودیت جارویس تامسون
- دان مارکیز

## فیلسوفان زیبایی‌شناسی
- بندیتو کروچه
- ژاک ماریتن
- جان دیویی
- ر. ج. کالینگوود
- سوزان لنگر
- مونرو بیردزلی
- جورج کوبلر
- ویرجیل آلدریچ
- نلسون گودمن
- ریچارد ولهایم
- رودلف آرنهایم
- تئودور آدورنو
- ریچارد شچنر
- آرتور دانتو
- نوئل کرول
- کندال والتون
- ریچارد شوسترمن

## فیلسوفان اجتماعی

### هویت
- ادوارد سعید
- جودیت باتلر
- قوام آنتونی آپیا
- سارا احمد
- سالی هاسلنگر

### تعلیم و تربیت
- جان دیویی
- بی اف اسکینر
- پائولو فریره

### تاریخ
- موریس ماندلبام
- ر. ج. کالینگوود
- کارل لویت
- پاتریک گاردینر
- محسن مهدی
- ادوارد هالت کار
- آرتور دانتو

### فلسفه حقوق
- روسکو پوند
- هربرت لیونل آدولفوس هارت
- لئون ال. فولر
- رونالد دوورکین
- جان فینیس
- دیوید لیونز

## فیلسوفان سیاسی
- ژاک ماریتن
- جان دیویی
- فریدریش آوگوست فون هایک
- کارل پوپر
- هانا آرنت
- آیزایا برلین
- برونو لئونی
- جان رالز
- رابرت نوزیک
- مایکل جی. سندل
- مایکل والزر
- جوزف راز
- پل ریکور
- یورگن هابرماس
- اکسل هونت
- جان رالز
- ویل کیملیکا
- نانسی فریزر
- روبرتو مانگابیرا آنگر
- آمارتیا سن
- آلن توماس

## فیلسوفان قاره‌ای

### پدیدارشناسی و اگزیستانسیالیسم
- ادموند هوسرل
- ماکس شلر
- مارتین بوبر
- مارتین هایدگر
- آلفرد شوتس
- آلبر کامو
- ژان-پل سارتر
- موریس مرلو-پونتی
- ژاک ماریتن
- سیمون دو بووار
- امانوئل لویناس
- ژان-لوک ماریون

### هرمنوتیک
- هانس-گئورگ گادامر
- پل ریکور
- ژاک دریدا
- جان مکداول

### ساختارگرایی و پساساختارگرایی
- ژرژ باتای
- میشل فوکو
- ژیل دلوز
- فلیکس گوتاری
- ژان بودریار
- لوس ایریگاره

### نظریه انتقادی و مارکسیسم
- گئورگ لوکاچ
- کارل کرش
- هربرت مارکوزه
- ماکس هورکهایمر
- تئودور آدورنو
- آنری لوفور
- ژان-پل سارتر
- لوئی آلتوسر
- کورنلیوس کاستوریادیس
- جرالد کوهن
- یورگن هابرماس
- مارشال برمن
- آلن بدیو

## فلسفه شرق
- کیتارو نیشیدا
- سوزوکی دایستسو تیتارو
- فنگ یولان